# Iais
Iais és un gènere de crustacis isòpodes de la família Janiridae. Les espècies d'Iais s'associen amb isòpodes més grans de la família Sphaeromatidae, generalment a la superfície ventral de l'animal més gran, entre els pereopodis i els pleopodis.
Són originaris d'Australasia i d'Amèrica del Sud, per bé que Iais californica i el seu hoste Sphaeroma quoyanum han envaït Califòrnia, i Iais californica va ser descrit per primera vegada des de Sausalito, Califòrnia.

## Taxonomia
Es reconeixen nou espècies:
- Iais aquilei Coineau, 1977
- Iais californica (H. Richardson, 1904)
- Iais chilensis (Winkler, 1992)
- Iais elongata Sivertsen & Holthuis, 1980
- Iais floridana Kensley & Schotte, 1999
- Iais pubescens (Dana, 1853)
- Iais singaporensis Menzies & Barnard, 1951
- Iais solangae Coineau, 1985